# 粗壮白粉菌
粗壮白粉菌（学名：Erysiphe robusta）是属于白粉菌目白粉菌科白粉菌属的一种真菌，寄生在花荵属植物上。该种分布于中国、俄罗斯、美国等地。